# Lijst van planetoïden 32101-32200
Dit is een lijst van planetoïden 32101-32200. Voor de volledige lijst zie de lijst van planetoïden.
| Naam                    | Voorlopige naamgeving | Datum ontdekking | Ontdekker       |
| ----------------------- | --------------------- | ---------------- | --------------- |
| (32101) -               | 2000 KA51             | 29 mei 2000      | LINEAR          |
| (32102) -               | 2000 KB52             | 23 mei 2000      | LONEOS          |
| (32103) Reʼemsari       | 2000 KF52             | 23 mei 2000      | LONEOS          |
| (32104) Emmarainey      | 2000 KR52             | 24 mei 2000      | LONEOS          |
| (32105) Plesko          | 2000 KT52             | 24 mei 2000      | LONEOS          |
| (32106) Dawngraninger   | 2000 KD58             | 24 mei 2000      | LONEOS          |
| (32107) -               | 2000 KX64             | 27 mei 2000      | LINEAR          |
| (32108) -               | 2000 KZ64             | 27 mei 2000      | LINEAR          |
| (32109) Brucksyal       | 2000 KQ70             | 28 mei 2000      | LONEOS          |
| (32110) Wendycaldwell   | 2000 KA73             | 28 mei 2000      | LONEOS          |
| (32111) Mallorydecoster | 2000 KD73             | 28 mei 2000      | LONEOS          |
| (32112) Katiekumamoto   | 2000 KK73             | 28 mei 2000      | LONEOS          |
| (32113) Mikeowen        | 2000 KP73             | 28 mei 2000      | LONEOS          |
| (32114) -               | 2000 KY75             | 27 mei 2000      | LINEAR          |
| (32115) -               | 2000 KQ80             | 27 mei 2000      | LINEAR          |
| (32116) -               | 2000 LD4              | 4 juni 2000      | LINEAR          |
| (32117) -               | 2000 LD5              | 5 juni 2000      | LINEAR          |
| (32118) -               | 2000 LW5              | 6 juni 2000      | J. Broughton    |
| (32119) -               | 2000 LM7              | 6 juni 2000      | Spacewatch      |
| (32120) -               | 2000 LC8              | 6 juni 2000      | LINEAR          |
| (32121) -               | 2000 LF9              | 5 juni 2000      | LINEAR          |
| (32122) -               | 2000 LD10             | 7 juni 2000      | LINEAR          |
| (32123) -               | 2000 LO10             | 1 juni 2000      | LINEAR          |
| (32124) -               | 2000 LH11             | 4 juni 2000      | LINEAR          |
| (32125) -               | 2000 LZ11             | 4 juni 2000      | LINEAR          |
| (32126) -               | 2000 LF12             | 4 juni 2000      | LINEAR          |
| (32127) -               | 2000 LK12             | 4 juni 2000      | LINEAR          |
| (32128) -               | 2000 LL13             | 5 juni 2000      | LINEAR          |
| (32129) -               | 2000 LV14             | 7 juni 2000      | LINEAR          |
| (32130) -               | 2000 LN16             | 1 juni 2000      | LINEAR          |
| (32131) -               | 2000 LQ16             | 4 juni 2000      | LINEAR          |
| (32132) -               | 2000 LS16             | 4 juni 2000      | LINEAR          |
| (32133) -               | 2000 LU16             | 4 juni 2000      | LINEAR          |
| (32134) -               | 2000 LQ17             | 7 juni 2000      | LINEAR          |
| (32135) -               | 2000 LF18             | 8 juni 2000      | LINEAR          |
| (32136) -               | 2000 LN18             | 8 juni 2000      | LINEAR          |
| (32137) -               | 2000 LM19             | 8 juni 2000      | LINEAR          |
| (32138) -               | 2000 LQ19             | 8 juni 2000      | LINEAR          |
| (32139) -               | 2000 LT19             | 8 juni 2000      | LINEAR          |
| (32140) -               | 2000 LF21             | 8 juni 2000      | LINEAR          |
| (32141) -               | 2000 LB24             | 1 juni 2000      | LINEAR          |
| (32142) Tristanguillot  | 2000 LU26             | 3 juni 2000      | LONEOS          |
| (32143) -               | 2000 LA27             | 11 juni 2000     | P. R. Holvorcem |
| (32144) Humes           | 2000 LA29             | 9 juni 2000      | LONEOS          |
| (32145) -               | 2000 LE30             | 7 juni 2000      | LINEAR          |
| (32146) -               | 2000 LF30             | 7 juni 2000      | LINEAR          |
| (32147) -               | 2000 LW30             | 6 juni 2000      | LONEOS          |
| (32148) -               | 2000 LX30             | 6 juni 2000      | LONEOS          |
| (32149) -               | 2000 LY30             | 6 juni 2000      | LONEOS          |
| (32150) Crumpton        | 2000 LJ31             | 6 juni 2000      | LONEOS          |
| (32151) -               | 2000 LX31             | 5 juni 2000      | LONEOS          |
| (32152) Hyland          | 2000 LK34             | 3 juni 2000      | LONEOS          |
| (32153) Laurenmcgraw    | 2000 LM34             | 3 juni 2000      | LONEOS          |
| (32154) -               | 2000 MH               | 23 juni 2000     | J. Broughton    |
| (32155) -               | 2000 MN               | 22 juni 2000     | Spacewatch      |
| (32156) -               | 2000 MY               | 24 juni 2000     | J. Broughton    |
| (32157) -               | 2000 MR1              | 26 juni 2000     | J. Broughton    |
| (32158) -               | 2000 MD2              | 29 juni 2000     | J. Broughton    |
| (32159) -               | 2000 MR2              | 25 juni 2000     | NEAT            |
| (32160) -               | 2000 MT2              | 27 juni 2000     | W. Bickel       |
| (32161) -               | 2000 MR3              | 24 juni 2000     | LINEAR          |
| (32162) -               | 2000 MV5              | 25 juni 2000     | LINEAR          |
| (32163) -               | 2000 MZ5              | 24 juni 2000     | LINEAR          |
| (32164) -               | 2000 NW4              | 7 juli 2000      | LINEAR          |
| (32165) -               | 2000 NY5              | 9 juli 2000      | G. Hug          |
| (32166) -               | 2000 NN6              | 3 juli 2000      | Spacewatch      |
| (32167) -               | 2000 NU8              | 5 juli 2000      | Spacewatch      |
| (32168) -               | 2000 NP9              | 10 juli 2000     | P. R. Holvorcem |
| (32169) -               | 2000 NT9              | 6 juli 2000      | LINEAR          |
| (32170) -               | 2000 NU9              | 6 juli 2000      | LINEAR          |
| (32171) -               | 2000 ND10             | 1 juli 2000      | R. H. McNaught  |
| (32172) -               | 2000 NB11             | 10 juli 2000     | P. R. Holvorcem |
| (32173) -               | 2000 NF12             | 5 juli 2000      | LONEOS          |
| (32174) -               | 2000 NW12             | 5 juli 2000      | LONEOS          |
| (32175) -               | 2000 NF14             | 5 juli 2000      | LONEOS          |
| (32176) -               | 2000 NS14             | 5 juli 2000      | LONEOS          |
| (32177) -               | 2000 NZ14             | 5 juli 2000      | LONEOS          |
| (32178) -               | 2000 ND15             | 5 juli 2000      | LONEOS          |
| (32179) -               | 2000 NC16             | 5 juli 2000      | LONEOS          |
| (32180) -               | 2000 NY16             | 5 juli 2000      | LONEOS          |
| (32181) -               | 2000 NB17             | 5 juli 2000      | LONEOS          |
| (32182) -               | 2000 NR18             | 5 juli 2000      | LONEOS          |
| (32183) -               | 2000 ND19             | 5 juli 2000      | LONEOS          |
| (32184) Yamaura         | 2000 NC0              | 8 juli 2000      | BATTeRS         |
| (32185) Noonan          | 2000 ND23             | 5 juli 2000      | LONEOS          |
| (32186) McMullan        | 2000 NM23             | 5 juli 2000      | LONEOS          |
| (32187) -               | 2000 NR23             | 5 juli 2000      | Spacewatch      |
| (32188) -               | 2000 NR25             | 4 juli 2000      | LONEOS          |
| (32189) -               | 2000 NT25             | 4 juli 2000      | LONEOS          |
| (32190) -               | 2000 NM26             | 4 juli 2000      | LONEOS          |
| (32191) Bensharkey      | 2000 NZ26             | 4 juli 2000      | LONEOS          |
| (32192) -               | 2000 NH27             | 4 juli 2000      | LONEOS          |
| (32193) -               | 2000 NK27             | 4 juli 2000      | LONEOS          |
| (32194) Mahlke          | 2000 NY27             | 4 juli 2000      | LONEOS          |
| (32195) -               | 2000 NT28             | 2 juli 2000      | Spacewatch      |
| (32196) -               | 2000 OK               | 19 juli 2000     | G. Hug          |
| (32197) -               | 2000 OV               | 24 juli 2000     | J. Broughton    |
| (32198) -               | 2000 OK1              | 24 juli 2000     | Spacewatch      |
| (32199) -               | 2000 ON2              | 27 juli 2000     | Črni Vrh        |
| (32200) -               | 2000 OT2              | 28 juli 2000     | Y. Ikari        |